# Illa Malcolm
L'illa Malcolm és una illa de la província canadenca de la Colúmbia Britànica. Es troba al nord de l'illa Haddington, molt a prop de l'illa de Vancouver, dins el districte regional de Mount Waddington. L'illa fa 24 km de llargada per 3 km d'amplada en el punt més estret i el 2016 tenia una població de només 684 habitants, concentrats bàsicament a Sointula.
L'illa va rebre el nom en record a l'almirall Sir Pulteney Malcolm.